# AntiX
antiX je distribuce Linuxu založená na distribuci Debian Stable. Systém má nízké hardwarové nároky a je svižný, neobsahuje systemd a podporuje starší počítače. Je možné jej spustit v režimu živé distribuce s trvalým ukládáním změn na diskovém oddílu. Systém antiX využívá ve svém základu distribuce MX Linux, která ho dále rozšiřuje o svoje nástroje. Balíčkovacím systémem distribuce je APT. Systém se označuje za antifašistický a pro svá vydání vybírá kódové názvy dle levicových postav a skupin.